# The Language of My World
The Language of My World è il primo album del rapper statunitense Macklemore, pubblicato il 1º gennaio 2005.

## Tracce
1. Intro
2. White Privilege
3. B-Boy
4. Claiming The City
5. Fake ID
6. Hold Your Head Up
7. Ego
8. Inhale deep
9. Bush Song
10. Good For You
11. I Said Hey
12. Penis Song
13. The Magic
14. City Don't Sleep
15. Love Song
16. Remember High School
17. Contradiction
18. Soldiers
19. As Soon As I Wake Up
20. My Language